# Emblème du Turkménistan

L'emblème du Turkménistan est composé d'une étoile à huit branches, de sinople aux bords dorés.
Dans la partie centrale de l'emblème, dans un cercle d'azur, on peut voir un cheval Akhal-Teke, qui est un symbole d'orgueil pour les turkmènes.
Les couleurs rouge et verte, sont des couleurs vénérées par les turkmènes.
Sur le cercle de gueules, apparaissent des médaillons de tapis qui représentent les valeurs traditionnelles du pays.
Les éléments précédents sont entourés d'épis de blé, qui font allusion à la coutume de souhaiter la bienvenue aux invités en offrant du sel et du pain.
Sur les épis de blé et sur le cercle de gueules figure un croissant (croissant de lune) d'argent et cinq étoiles à cinq branches. Le croissant représente l'espoir d'un futur brillant pour le pays et les étoiles représentent les cinq provinces du Turkménistan (Welayatlar).